# Chrosiothes jamaicensis
Chrosiothes jamaicensis là một loài nhện trong họ Theridiidae.
Loài này thuộc chi Chrosiothes. Chrosiothes jamaicensis được Herbert Walter Levi miêu tả năm 1964.